# Elección extraordinaria al Senado de México en Nayarit de 2021
La elección extraordinaria al Senado de México en Nayarit de 2021 se llevó a cabo el domingo 5 de diciembre de 2021, y en ella se eligió el siguiente cargo de elección popular en el estado de Nayarit: 
- Senador. Electo para un período de dos años y ocho meses. Esto debido a que el senador propietario, Miguel Ángel Navarro Quintero, solicitó licencia y su suplente quedó inhabilitado para tomar posesión.[2]